# Мицо Сандъкчиев
Мицо Христов Сандъкчиев е български революционер, деец на Вътрешната македоно-одринска революционна организация.

## Биография
Мицо Сандъкчиев е роден на 12 октомври 1878 година в южномакедонския български град Кукуш, тогава в Османската империя, в семейството на възрожденеца Христо Сандъкчиев. Завършва втори клас в родния си град. Междувременно участва в местната революционна организация заедно с Гоце Бояджиев, Димитър Делчев, Доне Полихронов, Туше Гугушев, Мицо Кирлиев, Гоце Н. Делчев, Г. Шишков. По-късно всички те стават нелегални в четата на Христо Чернопеев. Загива в сражение край Баялци на 14 февруари 1900 година.